# Шкилов, Евгений Владимирович
Евге́ний Влади́мирович Шки́лов (2 февраля 1965) — советский и российский футболист, нападающий и полузащитник, главный тренер клуба «Благовещенск».

## Карьера
Воспитанник благовещенского футбола. Играл за «Амур», «Ротор», «Хапоэль» (Хайфа) и «Луч». В 1993 году вместе с волгоградским «Ротором» стал серебряным призёром высшей лиги чемпионата России.

## Достижения
- Серебряный призёр чемпионата России: 1993.